# リック・ローマン・ウォー
リック・ローマン・ウォー（Ric Roman Waugh、1968年2月20日 - ）は、アメリカ合衆国の映画監督、脚本家、俳優、スタントマン。2人の子どもを持つ。『プリズン・サバイブ』（2008）、『オーバードライヴ』（2013）、『ブラッド・スローン』（2017）といった作品で知られている。 「エンド・オブ・～」シリーズの3作目となる『エンド・オブ・ステイツ』（2019）を監督した。 

## 経歴
1980年～1990年代にかけて、スタントマンとして働き、『ユニバーサル・ソルジャー』や『ラスト・オブ・モヒカン』、『ラスト・アクション・ヒーロー』、『ハード・ターゲット』、『クロウ/飛翔伝説』、『60セカンズ』、『リーサル・ウェポン2/炎の約束』、『デイズ・オブ・サンダー』、『ザ・ワン』といった作品に出演した。また、クリスチャン・スレーターとミラ・ジョヴォヴィッチ主演の『カフス！』（1992）では一時的に俳優としても働いた。 
最初の監督作品は、ジェームズ・カーン、マシュー・モディーン、キューバ・グッディング・ジュニアが共演する『In the Shadows』（2001）。後にヴァル・キルマー主演の『プリズン・サバイブ』 （2008）を監督した。ドウェイン・ジョンソンとは『オーバードライヴ』（2013）でタッグを組み、2012年にはディザスタームービーの『バーニング・オーシャン』を監督するとされていたが、映画の開発段階で変更された。 
2019年、映画「エンド・オブ・～」シリーズの第3作目『エンド・オブ・ステイツ』で監督を務めた。

## フィルモグラフィー（監督）
- Exit (1996) - アラン・スミシーとしてクレジット
- In the Shadows (2001) - 脚本
- プリズン・サバイブ Felon (2008) - 脚本
- オーバードライヴ Snitch (2013) - 脚本
- 私が愛するものは私を破壊する That Which I Love Destroys Me  (2015) - ドキュメンタリー
- ブラッド・スローン Shot Caller (2017) - 脚本、製作
- エンド・オブ・ステイツ Angel Has Fallen (2019)
- グリーンランド -地球最後の2日間- Greenland (2020)
- カンダハル 突破せよ Kandahar (2023)